# Max Weber (athlétisme)
Pour les articles homonymes, voir Max Weber (homonymie) et Weber.
Max Weber (né le 24 janvier 1922 et mort le 29 août 2007) est un athlète allemand, spécialiste de la marche. 
Représentant la République démocratique allemande, il remporte la médaille de bronze du 50 km marche aux championnats d'Europe 1958, devancé par le Soviétique Yevgeniy Maskinskov et l'Italien Abdon Pamich.
Il se classe 13e des Jeux olympiques de 1960.